# إليزابيث بيرجمان
إليزابيث بيرجمان (بالألمانية: Elisabeth Bergmann)‏ هي لاعبة جمباز إيقاعي نمساوية، ولدت في 20 نوفمبر 1970.

## وصلات خارجية
- إليزابيث بيرجمان على موقع أوليمبيديا (الإنجليزية)